# 田村昌三
田村 昌三（たむら まさみつ、1940年 - ）は日本の工学者、東京大学名誉教授。専門は安全工学、火薬。

## 経歴
広島県に生まれる。1969年、東京大学大学院工学系研究科燃料工学専門課程博士課程修了。工学博士。研究テーマは「硝酸酸化とニトロ化に関する研究」。
修了後、東洋紡績に入社する。その後、東京大学工学部反応化学科講師、同助教授を経て、1990年より東京大学工学部反応化学科教授。1994年に東京大学工学部化学システム工学科教授。1995年に東京大学大学院工学系研究科化学システム工学専攻教授を歴任し、1999年より東京大学大学院新領域創成科学研究科環境学専攻教授に就任。2004年横浜国立大学安全・安心の科学教育研究センター教授。2009年同客員教授。
2014年1月9日に起きた三菱マテリアル四日市工場爆発事故の事故調査委員長を務めている。

## 学会賞・表彰
- 1987年　昭和61年度工業火薬協会論文賞受賞
- 2000年　通産大臣表彰 保安功労賞受賞
- 2001年　平成12年度石油学会賞論文賞受賞

（山田洋大、阿久津好明、新井充、田村昌三）
- 2005年　安全功労者として内閣総理大臣より表彰

## 主な著書
- 吉田忠雄・田村昌三監訳　「エネルギー物質の科学」朝倉書店（1996）
- 吉田忠雄・田村昌三監修　「化学薬品の混触危険ハンドブック」日刊工業新聞社（1997）
- 田村昌三監訳　「ブレスリック　危険物ハンドブック」丸善（1998）
- （社）火薬学会編 田村昌三編著　「エネルギー物質ハンドブック」共立出版（1999）
- 田村昌三・新井充・阿久津好明共著　「エネルギー物質と安全」朝倉書店（1999）
- 田村昌三編著　「化学プロセス安全ハンドブック」朝倉書店（2000）
- 田村昌三編集代表　「安全の百科事典」丸善（2002）
- 田村昌三監訳　「化学安全ハンドブック」丸善（2003）
- 田村昌三編集代表　「化学物質・プラント事故事例ハンドブック」丸善（2003）